# Forgotten Realms
Forgotten Realms er et fiktivt fantasy-univers til rollespillet Dungeons & Dragons (D&D). Det blev skabt og udviklet af den canadiske forfatter og spildesigner Ed Greenwood. Det første spilmateriale til Forgotten Realms blev udgivet i 1987 og universet blev populært op gennem 90'erne.
Forgotten Realms har dannet ramme om - og er udviklet gennem - mere end hundrede fantasybøger siden 1987. Mange forskellige forfattere har skrevet bøger til universet, herunder R. A. Salvatore og Ed Greenwood selv. Forgotten Realms har også været brugt i en række populære computerrollespil siden "Pool of Radiance" fra 1988.

## Kosmologi
Det primære fokus for Forgotten Realms universet er superkontinentet Faerûn, der er en del af den Jord-lignende planet Toril. Det er fortrinsvist den vestlige del af Faerûn, som er beskrevet i de mange udgivelser, men der er også udkommet selvstændigt materiale til både Kara-Tur og Zakhara, der omfatter henholdsvis det østlige og sydøstlige Faerûn. Det noget mindre kontinent Maztica er der også udgivet selvstændigt materiale om, mens "meta-universet" Planescape omfatter andre dimensioner og åbner for interaktion mellem Forgotten Realms og andre verdener.
Planeten Toril har undergået flere skelsættende forandringer gennem dens historie, og de har haft omvæltende og ofte katastrofale konsekvenser for geografien, kulturerne og selve universets struktur og virkemåde. I tidernes morgen, var planeten kendt som Abeir-Toril, og når det navn bruges hentydes som regel til denne urtilstand. Det var en voldsom tid og for mange årtusinder siden, lang tid før mennesket kom til verden, blev planeten og selve universet delt i to af en kraftfuld elvermagi og guden Ao's indgriben: Planeten Abeir, hvor de oprindelige livsformer (herunder drager og slangefolk) herskede og Toril, som guderne fik at regere. Efter denne First Sundering, eksisterede de to verdener hver for sig i hver sin dimension uden nogen egentlig kontakt i tusindvis af år. Med tiden indvandrede forskellige racer på ukendt vis fra Abeir til Toril, herunder dværge, mennesker og halflings, men de glemte hurtigt deres oprindelse og tog den nye verden til sig som sin egen. I året 1358 DR begyndte perioden Time of Troubles, hvor magien i Forgotten Realms blandt andet blev forstyrret. Nogle steder virkede magi ikke mere, andre steder var den helt uden for kontrol, og mange guder mistede med tiden deres guddommelige kræfter. Godt tredive år senere, i 1385 DR, blev gudinden Mystra dræbt og den forfærdelige Spellplague begyndte at brede sig i både Abeir og Toril. Udover de magiske forstyrrelser, begyndte de to dimensioner og planeter nu at blande sig med hinanden. I Toril fulgte kataklysmiske oversvømmelser, planetens overflade revnede i store dybe sprækker, og hele lande og kulturer forsvandt og blev erstattet med hidtil ukendte riger og væsner fra Abeir. Det var blandt andet her at racerne Dragonborn, Genasi og de forbandede Shadar-kai kom til Toril. I 1480'erne DR forsøgte guden Ao at undgå yderligere ødelæggelser ved at skabe Second Sundering og splittede herved atter de to verdener i Abeir og Toril, men planeterne var nu ændret radikalt.
I lyset af denne komplicerede baggrund og udvikling, er det vigtigt at specificere hvor i Forgotten Realms historie spillene og eventyrene placerer sig. Dog er der en hel del fællestræk som er nogenlunde ens og uafhængige af kalenderen. I lighed med en række andre fantasy-universer er Forgotten Realms eksempelvis befolket af en lang række folkeslag og væsner (ofte kaldet racer), herunder mennesker, dværge, elvere, halflings, gnomer og orker. Teknologisk minder Forgotten Realms om middelalderen omkring det 13. eller 14. århundrede. Dog giver tilstedeværelsen af magi og fantastiske væsner såsom drager, gobliner og trolde nogle ekstra elementer til samfundene, og så er der et virvar af guder og dertilhørende religioner som påvirker verdens gang. Der er mange forskellige kulturer, nationer, riger og uafhængige bystater, nogle med løse alliancer til forsvar eller erobring. Handel med skib foregår fortrinsvist ad floder eller langs kysterne og til transport og handel over land bruges hestetrukne køretøjer. Produktionen er ofte baseret på håndværk i hjemmet og familiebaseret landbrug og fiskeri, men en hel del nationer benytter dog slavearbejde i stor stil til blandt andet minearbejde, konstruktioner, generel produktion og dagligdags service.

### Sea of Night
Himlen over Toril omtales normalt som Nattens Hav (Sea of Night), og Toril er ikke den eneste planet som kredser om stjernen Sol. Solsystemet som Toril er en del af, består af i alt otte planeter, hvor Toril er den tredje fra Solen. I spiltekniske termer betegnes hele systemet Realmspace og det er indkapslet i en krystalsfære, ikke ulig Ptolemæus' krystalsfærer fra middelalderens kosmologi, forseglet med magiske inskriptioner. Toril omkredses af månen Selûne og asteroidegruppen Tears of Selûne, og blandt stjernerne på nattehimlen vandrer de syv planeter Anadia, Coliar, Karpri, Chandos, Glyth, Garden og H'Catha.

### The Multiverse
Andre dimensioner, samlet set kaldet planerne eller multiverset, har en stigende indflydelse på den "virkelighed" hvori Forgotten Realms eventyrene foregår, efterhånden som Time of Troubles, Spellplague og Second Sundering udfolder sig. Det samlede antal af planer som kan knyttes til Forgotten Realms er meget stort, op mod 100 i alt, hvis ikke flere, men de eksisterer alle i, og er forbundne via, The Weave. Den mest udbredte model for multiverset og de planer som er forbundne til Forgotten Realms, er World Axis modellen og her er de mest betydningsfulde planer Shadowfell, Feywild, Astral Sea og Elemental Chaos (med alle dens mange sub-planer).

## Religion
Religion spiller en stor rolle i Forgotten Realms, hvor guder og deres tilhængere er en integreret del af verden. Guderne har ikke en passiv rolle, men interagerer direkte i dødeliges anliggender, besvarer bønner og har deres egne personlige dagsordener. Alle guder skal have tilbedere for at overleve, og alle dødelige må tilbede en guddom for at sikre et godt liv efter døden, dette blev sikret af Myrkul. Der findes et stort antal af forskellige guddomme indenfor flere polyteistiske pantheon, et stort antal af bøger beskriver mange af dem, nogle med flere detaljer end andre.

## Geografi
| Realmslore           | | |
| Region               | Baggrundsmateriale | Spil-moduler |
| Sea of Fallen Stars  | "Pirates of the Fallen Stars" (1992, TSR) "Elminster's Ecologies, Book 7" (1994, TSR) "The Vilhon Reach" (1996, TSR) "Sea of Fallen Stars" (1999, TSR) | "Swords of the Iron Legion" (1988, TSR), AD&D, lvl. 1-15 "Wyrmskull Throne" (1999, TSR), AD&D 2e, lvl. 4-7 |
| Cormyr               | "Forgotten Realms Adventures" (1990, TSR) "Cormyr" (1994, TSR) "Elminster's Ecologies, Book 4, 5, 6 & 9" (1994, TSR) "Volo's Guide to Cormyr" (1995, TSR) | "Cormyr: The Tearing of the Weave" (2007, WotC), D&D 3.5, lvl. 4-8 "The Shattered Statue" (1988, TSR), AD&D, lvl. 5-9 "Four from Cormyr" (1997, TSR), AD&D 2e, lvl. 9-12 "Into the Dragon's Lair" (2000, WotC), D&D 3e, lvl. 10 |
| Dalelands            | "The Forgotten Realms Atlas" (1990, TSR) "Forgotten Realms Adventures" (1990, TSR) "The Dalelands" (1993, TSR) "Elminster's Ecologies, Book 9" (1994, TSR) "Volo's Guide to the Dalelands" (1996, TSR) | "Doom of Daggerdale" (1993, TSR), AD&D 2e, lvl. 1-3 "Sword of the Dales" (1995, TSR), AD&D 2e, lvl. 1-4 "The Secret of Spiderhaunt" (1995, TSR), AD&D 2e, lvl. 1-4 "The Return of Randal Morn" (1995, TSR), AD&D 2e, lvl. 1-4 "Blades for Daggerdale" (2008, WotC), D&D 4e, lvl. 4-7 "Shadowdale" (1989, TSR), AD&D eller AD&D 2e, lvl. 5-8 "Marco Volo: Arrival" (1994, TSR), AD&D 2e, lvl. 6-8 "Curse of the Azure Bonds" (1989, TSR), AD&D 2e, lvl. 6-9 "Shadowdale: The Scouring of the Land" (2007, WotC), D&D 3.5, lvl. 9-13 |
| Cormanthor           | "The Ruins of Myth Drannor" (1993, TSR) "Elminster's Ecologies, Book 2" (1994, TSR) "Cormanthyr: Empire of Elves" (1998, TSR) "Fall of Myth Drannor" (1998, TSR) | "Lost Tales of Myth Drannor" (2017, WotC), D&D 5e, lvl. 1-20 "Pool of Radiance: Attack on Myth Drannor" (2000, WotC), D&D 3e, lvl. 6 "Myth Drannor Adventures" (1993, TSR), AD&D 2e |
| Moonsea              | "The Moonsea" (1995, TSR) "Mysteries of the Moonsea" (2007, WotC), D&D 3.5 | "Ruins of Adventure" (1988, TSR), AD&D, alle levels "Defiance in Phlan" (2014, WotC), D&D 5e, lvl. 1 "Harried in Hillsfar" (2015, WotC), D&D 5e, lvl. 1-2 "No Foolish Matter" (2015, WotC), D&D 5e, lvl. 1-4 "Breath of the Yellow Rose" (2015, WotC), D&D 5e, lvl. 1-4 "Sons of Gruumsh" (2005, WotC), D&D 3.5, lvl. 4-6 "Ruins of Zhentil Keep" (1995, TSR), AD&D 2e, lvl. 4-10 "Curse of the Azure Bonds" (1989, TSR), AD&D 2e, lvl. 6-9 "Tyranny in Phlan" (2014, WotC) D&D 5e, lvl. 5-10 "Pool of Radiance Resurgent" (2015 WotC), D&D 5e, lvl. 5-10 "Zhentil Keep trilogy" (2017, WotC), D&D 5e, lvl. 11-16 ----------------------- "Tyrant of Zhentil Keep" (2017, DMG), D&D 5e, solo "Citadel of the Raven" (2018, DMG), D&D 5e, solo |
| The Vast             | "Gateway to Ravens Bluff" (1989, TSR) "Inside Ravens Bluff, The Living City" (1990, TSR) "Port of Ravens Bluff" (1991, TSR) "The City of Ravens Bluff" (1998, WotC) | "Nightwatch in The Living City" (1991, TSR), AD&D 2e, lvl. 1-3 "Tantras" (1989, TSR), AD&D eller AD&D 2e, alle levels "Kidnapped" (1998, TSR), AD&D 2e, alle levels |
| Western Heartlands   | "The Forgotten Realms Atlas" (1990, TSR) "Forgotten Realms Adventures" (1990, TSR) "Elminster's Ecologies Appendix I: The Battle of Bones & Hill of Lost Souls" (1995, TSR) "Elminster's Ecologies Appendix II: The High Moor & The Serpent Hills" (1995, TSR) | "The Elder Elemental Eye" (2012, WotC), D&D 4e, lvl. 1-3 "Murder in Baldur's Gate" (2013, WotC), D&D 5e, lvl. 1-3 "Haunted Halls of Eveningstar" (1992, TSR), AD&D 2e, lvl. 1-5 "Ghosts of Dragonspear Castle" (2013, WotC), D&D 5e, lvl. 1-10 "Princes of the Apocalypse" (2015, WotC), D&D 5e, lvl. 1-15 "Scepter Tower of Spellgard" (2008, WotC), D&D 4e, lvl. 2-5 "Marco Volo: Journey" (1994, TSR), AD&D 2e, lvl. 6-8 "Waterdeep" (1989, TSR), AD&D 2e, lvl. 6-9 "Hordes of Dragonspear" (1992, TSR), AD&D 2e, lvl. 10-12 |
| Silver Marches       | "The Savage Frontier" (1988, TSR), AD&D "The Forgotten Realms Atlas" (1990, TSR) "Volo's Guide to the North" (1993, TSR) "The North: Guide to the Savage Frontier" (1996, TSR) "Silver Marches" (2002, WotC), D&D 3e | "The Barber of Silverymoon" (2017, WotC), D&D 5e, lvl. 4-6 "The Dungeon of Death" (2000, TSR), AD&D 2e, lvl. 7-9 "Hellgate Keep" (1998, WotC), AD&D 2e, lvl. 9-12 ----------------------- "Menace of the Icy Spire" (2018, DMG), D&D 5e, solo |
| Sword Coast          | "Waterdeep and the North" (1987, TSR), AD&D "City System" (1988, TSR), AD&D "The Savage Frontier" (1988, TSR), AD&D "The Forgotten Realms Atlas" (1990, TSR) "Volo's Guide to Waterdeep" (1992, TSR) "Volo's Guide to the North" (1993, TSR) "Volo's Guide to the Sword Coast" (1994, TSR) "City of Splendors" (1994, TSR) "The North: Guide to the Savage Frontier" (1996, TSR) "City of Splendors: Waterdeep" (2005, WotC), D&D 3.5 "Neverwinter Campaign Setting" (2011, WotC), D&D 4e "Sword Coast Adventurer's Guide" (2015, WotC), D&D 5e | "Under Illefarn" (1987, TSR), AD&D, lvl. 0-3 "The Accursed Tower" (1999, TSR), AD&D 2e, lvl. 1-3 "Undermountain: Halaster's Lost Apprentice" (2010, WotC), D&D 4e, lvl. 1 "Lost Crown of Neverwinter" (2011, WotC), D&D 4e, lvl. 1 "March of the Phantom Brigade" (2011, WotC), D&D 4e, lvl. 1-3 "Legacy of the Crystal Shard" (2013, WotC), D&D 5e, lvl. 1-3 "Waterdeep Dragon Heist" (2018, WotC), D&D 5e, lvl. 1-5 "Hoard of the Dragon Queen" (2014, WotC), D&D 5e, lvl. 1-7 "Expedition to Undermountain" (2007, WotC), D&D 3.5, lvl. 1-10 "Storm King’s Thunder" (2016, WotC), D&D 5e, lvl. 1-11 "Dreams of the Red Wizards: Scourge of the Sword Coast" (2014, WotC), D&D 5e, lvl. 2-4 "A Moon Over Dolphin Bridge" (2017, WotC), D&D 3e, lvl. 3-6 "Dungeon of the Mad Mage" (2018, WotC), D&D 5e, lvl. 5-20 "Marco Volo: Departure" (1994, TSR), AD&D 2e, lvl. 6-8 "The Ruins of Undermountain" (1991, TSR), AD&D 2e, lvl. 6-15+ "The Ruins of Undermountain II: The Deep Levels" (1994, TSR), AD&D 2e, lvl. 7 "Undermountain: The Lost Level" (1996, TSR), AD&D 2e, lvl. 7-9 "Undermountain: Maddgoth's Castle" (1996, TSR), AD&D 2e, lvl. 7-10 "Undermountain: Stardock" (1996, TSR), AD&D 2e, lvl. 10-14 ----------------------- "The Death Knight’s Squire" (2017, DMG), D&D 5e, solo |
| Anauroch             | "Anauroch" (1991, TSR) "Elminster's Ecologies, Book 3" (1994, TSR) "Netheril: Empire of Magic" (1996, TSR) | "How the Mighty are Fallen" (1996, TSR), AD&D 2e, lvl. 11-14 "Anauroch: The Empire of Shade" (2007, WotC), D&D 3.5, lvl. 13-17 |
| Cold Lands           | "The Bloodstone Lands" (1989, TSR) "The Great Glacier" (1992, TSR) "Elminster's Ecologies, Book 8" (1994, TSR) "Unapproachable East" (2003, WotC), D&D 3e | "The Mines of Bloodstone" (1986, TSR), AD&D, lvl. 16-18 "Bloodstone Pass" (1985, TSR), AD&D, lvl. 15+ "The Bloodstone Wars" (1987, TSR), AD&D, lvl. 17-20 "The Throne of Bloodstone" (1988, TSR), AD&D, lvl. 18-100 |
| Unapproachable East  | "Dreams of the Red Wizards" (1988, TSR) AD&D "Spellbound" (1995, TSR) "Unapproachable East" (2003, WotC), D&D 3e | "The Twilight Tomb" (2001, WotC), D&D 3e, lvl. 3-5 "Dead in Thay" (2014, WotC), D&D 5e, lvl. 6-8 "Throne of Deceit" (1995, TSR), AD&D 2e, lvl. 8-10 "The Runes of Chaos" (1995, TSR), AD&D 2e, lvl. 8-10 |
| Empires of the Sands | "Empires of The Sands" (1988, TSR) AD&D "Lands of Intrigue" (1997, TSR) "Empires of the Shining Sea" (1998, TSR) "Calimport" (1998, TSR) "Volo's Guide to Baldur's Gate II" (2000, WotC) | "Castle Spulzeer" (1997, TSR), AD&D 2e, lvl. 8-12 "For Duty & Deity" (1998, TSR), AD&D 2e, lvl. 10-12 |
| Moonshae Isles       | "Moonshae" (1987, TSR), AD&D "The Forgotten Realms Atlas" (1990, TSR) | "Treasure Hunt" (1986, TSR), AD&D, lvl. 0-1 "Halls of the High King" (1990, TSR), AD&D 2e, lvl. 6-10 |
| Chult                | "Jungles of Chult" (1993, TSR) | "A City on the Edge" (2017, WotC), D&D 5e, lvl. 1-4 "Jungle Treks" (2017, DMG), D&D 5e, lvl. 1-10 "Tomb of Annihilation" (2017, WotC), D&D 5e, lvl. 1-11 "The Jungles of Chult" (1993, TSR), AD&D 2e, lvl. 5-8 "Heart of the Wild" (2017, DMG), D&D 5e, lvl. 5-10 |
| The South            | "Old Empires" (1990, TSR) "The Shining South" (1993, TSR) "Shining South" (2004, WotC), D&D 3.5 "The Border Kingdoms" (2020, Gameholt Publishing), D&D 5e | "Desert of Desolation" (1987, TSR), AD&D, lvl. 5-10 |
| Hordelands           | "The Horde" (1990, TSR) "Horde Campaign" (1991, TSR) | "Storm Riders" (1990, TSR), AD&D 2e, lvl. 5-7 "Black Courser" (1990, TSR), AD&D 2e, lvl. 6-9 "Blood Charge" (1990, TSR), AD&D 2e, lvl. 7-10 |
| Kara-Tur             | "Kara-Tur: The Eastern Realms" (1988), AD&D "The Forgotten Realms Atlas" (1990, TSR) | "Swords of the Daimyo" (1986, TSR), AD&D, lvl. 1-6+ "Night of the Seven Swords" (1986, TSR), AD&D, lvl. 4-6 "Ochimo The Spirit Warrior" (1987, TSR), AD&D, lvl. 5-7 "Blood of the Yakuza" (1987, TSR), AD&D, lvl. 7 "Mad Monkey vs. the Dragon Claw" (1988, TSR), AD&D, lvl. 6-9 "Ronin Challenge" (1990, TSR), AD&D 2e, lvl. 5-8 "Test of the Samurai" (1990, TSR), AD&D 2e, lvl. 6-9 "Ninja Wars" (1990, TSR), AD&D 2e, lvl. 6-9 |
| Zakhara              | "Al-Qadim - Arabian Adventures" (1992, TSR) "Monstrous Compendium: Al-Qadim appendix" (1992, TSR) "Al-Qadim - Land of Fate" (1992, TSR) "Al-Qadim - City of Delights" (1993, TSR) "The Complete Sha'ir's Handbook" (1994, TSR) | "Reunion" (1998, TSR), AD&D 2e, lvl. 1 "Cities of Bone" (1994, TSR), AD&D 2e, lvl. 1-10 "Corssairs of the Great Sea" (1994, TSR), AD&D 2e, lvl. 1-11 "A Dozen and One Adventures" (1993, TSR), AD&D 2e, lvl. 1-12 "Secrets of the Lamp" (1993, TSR), AD&D 2e, lvl. 2-7 "Ruined Kingdoms" (1994, TSR), AD&D 2e, lvl. 3-12 "Assassin Mountain" (1993, TSR), AD&D 2e, lvl. 5-9 "Caravans" (1994, TSR), AD&D 2e, lvl. 5-9 "Golden Voyages" (1992, TSR), AD&D 2e ----------------------- "Secret of the Djinn" (1994, TSR), solo |
| Maztica              | "Maztica Campaign Set" (1991, TSR) | "Fires of Zatal" (1991, TSR), AD&D 2e, lvl. 1-3 "Endless Armies" (1991, TSR), AD&D 2e, lvl. 4-6 "City of Gold" (1992, TSR), AD&D 2e, lvl. 6-9 |
| Underdark            | "The Drow of the Underdark" (1991, TSR) "Menzoberranzan" (1992, TSR) "Drizzt Do'Urden's Guide to the Underdark" (1999, TSR) "Underdark" (2003, WotC), D&D 3.5 "Drow of the Underdark" (2007, WotC), D&D 3e "Underdark" (2010, WotC), D&D 4e "Menzoberranzan: City of Intrigue" (2012, WotC), D&D 4e | "Web of the Spider Queen" (2012, WotC), D&D 4e, lvl. 1-3 "Council of Spiders" (2012, WotC), D&D 4e, lvl. 1-3 "War of Everlasting Darkness" (2012, WotC), D&D 4e, lvl. 1-8 "Night Below: An Underdark Campaign" (1995, TSR), AD&D 2e, lvl. 1-14 "Out of the Abyss" (2015, WotC), D&D 5e, lvl. 1-15 "City of the Spider Queen" (2002, WotC), D&D 3e, lvl. 10-18 "Assault on Maerimydra" (2016, WotC), D&D 5e, lvl. 11-16 |

Planeten Toril består af flere store kontinenter, bl.a. superkontinentet Faerûn. Den vestlige del af Faerûn er kulturelt set groft modelleret efter det eurasiske kontinent på Jorden og blev først officielt beskrevet i Forgotten Realms Campaign Set fra 1987, udgivet af TSR. Geografien ændrer sig radikalt med Spellplague i 1385 DR og Second Sundering i 1480'erne. I det følgende beskrives vigtige regioner i Torils geografi som den tog sig ud før Spellplague:

### Sea of Fallen Stars
Et stort indlandshav i midten af Faerûn kontinentet, som siges at være skabt da guderne sendte en stjerne fra himlen. Sea of Fallen Stars omkranses af mange forskellige riger og lande og der er en livlig trafik og handel langs kysterne mange steder. Tre store øer i havet er Prespur øen, piratøerne Pirate Isles og de lidt mindre Eyes of Silvanus. Havet beboes af flere havfolk, heriblandt hav elvere, havmænd og sahuagin, men de lader tilsyneladende kulturerne langs kysterne i fred.

### Heartlands
Heartlands er en stor region nordvest for Sea of Fallen Stars, hvor de fleste historier fra Forgotten Realms udspiller sig. Heartlands omfatter mange forskellige lande og områder med hver sin kultur, historie og karakter.
- Cormyr ligger forholdsvist isoleret mellem bjergkæden Storm Horns i vest og nord, Thunder Peaks bjergene i øst og Dragon Mere indhavet i syd, en del af det større hav Sea of Fallen Stars længere øst på. Den letteste adgang er via kysten ved Dragon Mere og det er også her hovedstaden Suzail ligger. Cormyr er et rigt, civiliseret og relativt fredeligt kongerige. På den anden side af Stormhorn-bjergene i nord, ligger Stonelands og Goblin Marches, et ugæstfrit, stenet og barskt ingenmandsland befolket af goblins og uhyrer.

- Dalelands ligger nordøst for Cormyr, på den anden side af Thunder Peaks bjergene og er et område der klimamæssigt minder om og er inspireret af England. Hver dal i Dalelands har selvstyre med egen kultur, styreform og militær. Der er omkring et dusin større dalområder her og Elminster bor i Shadowdale. Mod sydøst ligger landet Sembia, en kyststrækning til det indre hav Sea of Fallen Stars, med rige handelsbyer.
Dalelands bliver ofte fremhævet som et godt sted at starte hvis man er nybegynder i Forgotten Realms.

- Cormanthor er et ældgammelt skovområde nordøst for Dalelands. Det var på et tidspunkt i Forgotten Realms historie regeret af et elver-imperie ved navn Cormanthyr. Hovedstaden i Cormanthyr hed også Cormanthyr, men blev i en periode omtalt som Myth Drannor. Mod nord ligger den store sø Moonsea og i øst ligger Dragon Reach, en arm af det indre hav Sea of Fallen Stars.

- Moonsea er regionen nord for Cormanthor og domineres af den enorme sø af samme navn. Moonsea søen, der er dyb og næsten 500 km lang og 100 km bred, hed oprindeligt Dragon Sea og er forbundet til Sea of Fallen Stars via floden Lis. Regionen rummer mange naturressourcer med vild og utæmmet natur og beboes af mange forskellige racer, hvoraf de fleste har samlet sig i uafhængige bystater, ofte styret af despoter, uden nogen fælles ledelse. Nogle af de mest betydningsfulde byer er Mulmaster, Hillsfar, Zhentil Keep, Phlan og Melvaunt. Klimaet ved Moonsea er barskt med kraftige vinde fra det kolde nord som tit skaber stormvejr over vandet. Især de nordlige og bjergrige østkyster er kolde og ugæstfri, og om vinteren fryser den østlige del af søen som regel til. Søen rummer store mængder fisk og der drives en del handel med andre regioner i Faerûn, men Moonsea er farligt territorie at rejse i. Søen hærges af pirater og under vandet lever scrags og merrows, store havtrolde der bor og jager på lavt vand. Langs kysterne er der dragegrotter, især nordkysten hvor grønne drager er kendt for at yngle, og hele regionen plages af røvere og krigeriske væsner såsom orker og goblins. De sydvendte kystområder langs Cormanthor er de sikreste at rejse i og rummer smuk men vild natur.

- The Vast ligger øst for Cormanthor på den anden side af floden Lis og fjordarmen Dragon Reach. Landet er afgrænset i vest af bjergkæden Earthspur Mountains. The Vast var engang et stort frodigt skovområde beboet af måne- og skovelvere, men orker og hobgoblins fordrev elverne og fældede skovene, og landskabet er nu mestendels en stor græsslette med kun spredt lav bevoksning. Rester af de gamle store skove findes dog stadig i syd, bag de forrevne Earthfast bjerge - en vestgående arm af Earthspurs -, og kendes som Gray Forest. Der er stadig en del orker i landet, men de udfordres af dværge og især mennesker som har bosat sig i bystater langs kysten ved Dragon Reach. Nogle af de vigtigste byer er Ylraphon, Clavaunt, Tantras, og Ravens Bluff.

- Western Heartlands Vest for Cormyr, bag Stormhorn bjergene begynder den store ødemark Western Heartlands. Her ligger blandt andet Serpent Hills og det enorme bakkede hedeland High Moor med Dragonspear Castle, byen Secomber og Hammer Hall, en dværg fæstning mod nord. Bystaten Baldur's Gate ligger også i Western Heartlands, men langt mod vest, tæt på kysten ved Sword Coast, langs floden Chionthar der flyder fra Sunset Mountains i øst.

- Silver Marches ligger nord for byen Secomber og Western Heartlands og er et barskt område med vild natur og mange uhyrer og fabeldyr. De største byer i Silver Marches har sluttet sig sammen i en konfederation under ledelse af High Lady Alustriel Silverhand. I syd, og lige nord for Secomber, ligger High Forest, en enorm skov og den største i hele Faerûn. Her lever drager, enter, orker og enhjørninge i det næsten ukendte indre. I højdedragene Star Mounts i de sydlige regioner af skoven, findes indgange til hulesystemet Endless Caverns, der siges at have forbindelse til Underdark. Nord for High Forest, på den anden side af Nether Mountains og den store hede Evermoors, ligger hovedstaden Silverymoon og skoven Moonwood. Her er mere roligt og skoven beboes af små grupper af skov og måne elvere. De nordlige dele hærges dog af varulve der tilbeder guden Malar. Øst for Moonwood ligger en række dværg citadeller, blandt andet Felbarr, Adbar og Sundabar. Sundabar ligger på nordsiden af Nether Mountains og har med tiden udviklet sig til en hel befæstet by som holder området frit og sikkert for indtrængende.

- Sword Coast Den nordvestlige del af Faerûns kyst går under navnet Sword Coast og havet udfor hedder Sea of Swords. Det er et relativt lovløst område, hvor mange kulturer og racer mødes, med mulighed for mange medrivende eventyr til følge. Der er mange historier (herunder spil-moduler og computerspil) som foregår her. Det berømte bibliotek Candlekeep ligger i syd på en befæstet klippetop nord for Cloud Peaks bjergene og Icewind Dale ligger højt mod nord ved Sea of Moving Ice. Vigtige og berygtede lokationer i og nær Sword Coast omfatter bystaterne Baldur's Gate, Waterdeep og Neverwinter.
Icewind Dale ligger i den arktiske region på kontinentet Faerûn bag bjergkæden Spine of the World og består mest af tundra uden større bebyggelser. Icewind Dale er kendt gennem en roman-serie og populær computerspil-serie af samme navn.

### Anauroch
Et enormt ørkenområde mellem Western Heartlands og Cormanthor. Anauraoch ørkenen, som består af i alt tre regioner, er ikke naturlig, men skabt med magi på ruinerne af det gamle Netheril Imperie, og her bor flere besynderlige og magiske væsner. Netheril blev styret af meget magtfulde magikere, herunder den legendariske Karsus, én af de mægtigste troldmænd nogensinde i hele Faerûn. Med deres særlige evner, løftede Netherils magikere hele bjerge fra jorden og skabte svævende byer. Den nordligste del af Anauroch kendes som The High Ice og består af en stor flad is-ørken med mange dybe kløfter og sprækker som gør den ekstra svær at forcere. Det var her, én af de tre svævende byer, som Mystra reddede fra Netheril, landede i sin tid. Byen blev forladt og senere indtaget af asabi'er, en art reptilvæsner der lever i Anaurochs ørkener.

### Cold Lands
Cold Lands er en meget stor region nord og øst for Moonsea og omfatter Bloodstone Lands (Vaasa og Damara), Narfell, Sossal og ikke mindst The Great Glacier længst i nord. Det meste af regionen præges af arktisk og subarktisk klima, med tundra og golde øde områder, og her er kun spredt beboelse. Der drives dog en lille smule landbrug enkelte steder og bjergene rummer store forekomster af metaller og ædelsten, ikke mindst blodsten. Der bor en del dværge her, mens bjergene og de store øde områder ellers præges af gobliner og kæmper. Cold Lands har en lang og rig historie, og især Narfell mod øst rummer mange tusindår gamle ruiner. Senest (år 1347 DR), og på en enkelt nat, rejste heksekongen Zhengyi fæstningen Castle Perilous på en klippe i det nordlige Vaasa tæt ved The Great Glacier. Han samlede områdets gobliner, orker og kæmper under sig og drog i krig mod kongeriget Damara som han erobrede. I 1359 DR blev han overvundet af Gareth Dragonsbane og hans store hær og Castle Perilous sank i grus.

### Unapproachable East
Denne region omfatter landene øst for Cold Lands og nordøst for Sea of Fallen Stars, herunder Great Dale, Rashemen, Thesk, Aglarond og Thay, og er kendt for sin lange, voldsomme og dramatiske historie med store tabte imperier, hærslag, farlig trolddom og vilde barbarer. Thay længst i øst ved Sunrise Mountains, breder sig ud på nogle enorme og svært tilgængelige højsletter omkring det centrale ensomme bjerg Thaymount. Landet er slavebundet af troldmænd fra den frygtede og hemmelighedsfulde Red Wizards orden som planlægger den totale dominans af hele regionen. Aglarond er en stor klippehalvø der rækker ud i Sea of Fallen Stars sydvest for Thay, men har været nogenlunde beskyttet mod invasion af den store skov Yuirwood som dækker det meste af landet. Aglarond har i generationer været styret af troldkvinden Simbul. Thesk er et stort lovløst grænseområde nordvest for Thay, som gennemløbes af The Golden Way, en lang handelsrute der forbinder det vestlige Faerûn med de store riger og kulturer i det østlige Kara-Tur. Telflamm i vest, ved kysten til Sea of Fallen Stars, er den største by i landet og styres af Shadowmasters, en magtfuld tyve-gruppe. Great Dale nord for Thesk er et stort øst-vest-gående dalområde der regeres af druider. Landskabet består af stenede bakker af lynghede mellem to store skove i nord og syd. Det er nok det sikreste område i regionen, men de få der bor her er afvisende overfor fremmede og den mørke sumpede Rawlinswood i nord er hjemsøgt af ondsindede væsner, heriblandt den sagnomspundne Rotting Man. Great Dale er egentlig en del af landet Narfell, men regnes også til Unapproachable East. Rashemen, øst for Great Dale på den anden side af de store iskolde ferskvandssøer Lake of Tears, og nord for Thay, har også ligget i langvarig konflikt med Thay, men er selv lige så utilgængeligt og ugæstfrit. Landet beboes af et utal af naturånder, hårdføre stammefolk (bersærkere) og ledes af hekseordenen Wychlaran.

### Empires of the Sands
Syd for Western Heartlands ligger Empires of the Sands, en stor region med subtropisk klima som omfatter rigerne Amn, Tethyr og Calimshan samt højlandet Erlkazar og Arnaden - også kendt som Land of Lions - med sine tørre ugæstfri stensletter nord for Lake of Steam. Engang var hele denne region og mere til samlet under det mægtige Shoon Imperie, men det er for længst brudt op i stridende fraktioner og kun ørkenlandet Calimshan længst i syd kan trække sin historie og kultur direkte tilbage til storhedstiden.
- Amn ligger lige syd for Western Heartlands, bag Cloud Peaks, Snakewoods og Troll Mountains, og er et meget rigt land, hvor alt tilsyneladende drejer sig om handel og penge. Landet er splittet mellem indbyrdes konkurrerende - og nogle gange krigsførende - handelshuse. Handlen tiltrækker folk alle steder fra og Amn kontrollerer mange vigtige handelsruter i Faerûn og har også kolonier i fjerne lande, blandt andet i Maztica på den anden side af havet i vest. Selvom herskerne i Amn sætter frihandel og penge over alt andet, er det svært for udefrakommende at deltage i handelen i større stil, da der kræves særlige licenser, som kun kan udstedes af handelsruternes mest magtfulde personer. Hovedstaden Athkatla ligger ved Sword Coast kysten i vest ved en flodmunding i forbjergene til Cloud Peaks. En anden vigtig by er havnebyen Murann i syd bag bjergene The Small Teeth. Murann er nyligt erobret af to Ogre troldkonger.

- Tethyr Syd for Amn ligger landet Tethyr og her lever man også højt på handel. Der er lang tradition for dygtige håndværkere og det meste der produceres her er af høj eftertragtet kvalitet. I højlandet mod øst ligger de gamle eroderede Omlarandin bjerge og her findes de sjældne Omlar ædelsten, der er særligt anvendelige til magi, men også uhyrer såsom de store blå-sorte Omlarcats og tobenede Wyvern drager.[28] Den store skov Wealdath i nord mod Amn er hjem for to stammer af skovelvere som har beskyttet skoven i årtusinder. Mennesker udgør den største befolkningsgruppe i Tethyr med godt en tredjedel, men halflings er også ret talrige med op mod en femtedel. Tethyr er på vej ud af en bitter borgerkrig og fuld af intriger overalt, men forsøges regeret som ét kongedømme fra tronen i Saradush.

- Calimshan Kongedømmet Calimshan er det eneste reelle ørkenland i Empires of the Sands, og ligger allerlængst mod syd, langs kysten til sydhavet Shining Sea. Det gamle store Shoon Imperie der i sin tid omfattede hele regionen - og mange andre områder i Faerûn -, havde sit udspring herfra og i Calimshan er kulturen i dag et levn fra denne rige storhedstid. Det kommer blandt andet til udtryk i den indgroede arrogance overfor andre kulturer man oplever overalt i landet. Den store havneby Calimport, med mere end to millioner indbyggere, er hovedstad og ligger ved kysten syd for Calim ørkenen der effektivt adskiller Calimshan fra Tethyr i nord. Heste, silke, ædelsten og krydderier fra Calimshan er eftertragtede i resten af Faerûn og i Calimport foregår der en livlig handel og også et betydeligt fiskeri til det ellers ufrugtbare land. Overklassen vælter sig i luksus og brug af slaver er meget udbredt, selv mindre velstående familier har ofte et par slaver eller tjenere til at hjælpe med de daglige gøremål. Magi og magikere er højt respekterede i kulturen men der er en udbredt - og ikke ubegrundet - frygt for djinn.

### Moonshae Isles
Vest for Sea of Swords i oceanet Trackless Sea, ligger det store ørige Moonshae Isles. Seks store øer, og en lang række mindre, grupperer sig omkring Sea of Moonshae. Moonshae øerne regeres officielt af High Queen Alicia Kendrick fra byen Caer Calidyrr på den største ø Alaron. Der er fire oprindelige folk på Moonshae; menneskene Ffolk, elverne Llewyrr, en krigeriske dværgstamme af skjolddværge, samt et folk af halflings. Øerne blev for mange år siden invaderet af en krigerisk Northmen stamme fra Sværdkysten (Sword Coast) som fordrev øens oprindelige folk fra mange områder. Northmen stammen plyndrer stadig rundt omkring på øerne og indimellem også langs Sværdkysten, så langt syd som Calimshan. Det er kun halfling folket som kan leve nogenlunde uforstyrrede tæt på Northmen stammen og her lever de af handel. Størstedelen af Ffolk folket tilbeder druide guden Earthmother som giver Moonshae vitalitet og magiske kræfter, hvilket blandt andet har manifesteret sig i de fortryllede Månebrønde (Moonwells) der kan findes over hele øriget. Månebrøndene besidder magiske kræfter og kan helbrede syge og sårede.

### Chult
Chultan er en større halvø på den sydvestlige spids af Faerûn. Her er tropisk klima og hele halvøen er dækket af jungle. Junglen hedder Chult og derfor omtales hele halvøen til tider også som Chult. Chult er delvist inspireret af det indre Afrika, med mange sorte stammefolk og vilde dyr. Junglen rummer også dinosaurer og forhistoriske dyr. Den største by hedder Mezro og herfra regerer et præstestyre.

### The South
The South omfatter hele den sydvestlige del af Faerûn med et utal af forskellige lande, kulturer og væsner. Her findes både subtropisk og tropisk klima og regionen afgrænses af Great Sea længst mod syd. Det største og mest bemærkelsesværdige landemærke er nok Shaar; et enormt øst-vestgående sletteland.
- Old Empires De ældgamle riger Chessenta, Unther og Mulhorand udgør den nordligste del af The South. De ligger langs den sydvestlige del af Sea of Fallen Stars og adskilles fra de sydligere tropiske egne af Shaar. Mennesker er klart i overtal i regionen, domineret af den etniske gruppe Mulan, som er høje, tynde folk med en gullig hudfarve, men der er flere etniske grupper, og menneskelignende væsner (dværge, elvere, halvlange og gnomer) er ikke ualmindelige, især i Chessenta.
Modsat Unther og Mulhorand som plages svært af sahuagin, har Chessenta en livlig handel i sine kystbyer, men landet er splittet i mange stridende fraktioner og bystater, hver med sin egen selvbestaltede "konge", og den vestlige del af landet domineres af en større ork-stamme, Flaming Spikes. Unther og Mulhorand kan spore deres oprindelse tilbage til det legendariske, men for længst opløste, Imaskar Imperie. De fungerer begge som feudale kongeriger regeret af gudekonger og et adeligt præsteskab, hvor det hårde slidsomme arbejde udføres af slaver og religion spiller en meget stor rolle i kulturen og dagliglivet. Unther er et hårdt og barskt land, regeret af den korrumperede Gilgeam, og med en magtfuld, tyrannisk adel uden sympati for den lidende og forarmede befolkning. Landet er for tiden meget ustabilt, splittet i flere fraktioner og med et ulmende slaveoprør. Mulhorand længst i øst regeres officielt af faraoen Horustep III, fra de kongelige paladser i hovedstaden Skuld, Skyggernes By. Han er kun et barn, nyligt indsat efter hans far Akonhorus blev snigmyrdet. Situationen er dog forholdsvis stabil i Mulhorand og undersåtternes tilværelse er betydeligt bedre end i nabolandet Unther. Mulhoranernes aristokrater begraves i De Dødes Land, et helligt område med katakomber på de vestvendte skråninger af Dragonsword-bjergene. Øst for bjergene ligger ørkenerne Plains of Purple Dust og Raurin.[29]

- Shaar er et nærmest endeløst land af græsklædte bakker og sletter og er det største og nok mest bemærkelsesværdige geografiske kendetegn i hele regionen. Landet er beboet af barbariske nomadefolk, spredte flokke af vilde dyr og sære væsner som kentaurer, wemics og loxo; de sidst nævnte en art menneskelignende løve- og elefantvæsner. Shaar afbrydes af Landrise, en næsten tusinde kilometer lang nord-sydgående landhævning omkring 100 meter høj. Et godt stykke øst for Landrise ligger Great Rift, en gigantisk kløft i det ellers relativt flade landskab, og her har gulddværgene sit hjemland. Allerlængst mod øst ligger Veldorn, også kendt som Beastlands, befolket af kæmper og uhyrer der har organiseret sig i bystater.

- Shining South The Shining South består af de fleste lande langs Great Sea i det aller sydligste Faerûn. Det er et meget stort område og fra vest til øst omfatter det Halruaa, Dambrath, Luiren, Estagund, Var the Golden, Durpar og Ulgarth. Landene er forskellige, men er alle præget af tropisk klima og adskilles effektivt fra det nordlige Faerûn af Shaar.
Det rige Halruaa, som styres af troldmænd, ligger isoleret bag bjergkæderne Lhairghal, Nathaghal og Muaraghal og er kendt for sin magi og særlige Haerlu vin. Dambrath ligger syd for den svært gennemtrængelige jungle Amtar fuld af aber, tigre, slanger, papegøjer og gamle ruiner fra fordums riger, og styres af Crintri-folket der er en blanding af mennesker og drow-elvere. Luiren er et rigt halfling kongedømme der blandt andet er kendt for sine fornemme træskære arbejder og ikke mindst sin gæstfrihed. Durpar var engang et stort rige der også omfattede Estagund og Var, og selvom det er tre selvstændige lande i dag, kendes de tre også som Shining Lands. Her drives megen handel og næsten alle følger og tror på guddommen Adama, for hvem reinkarnation og ikkedrab er meget central. Ulgarth længst mod øst, er et frugtbart land der er kendt for sit eksklusive mingari-krydderi der minder lidt om kanel. Hele regionen blev voldsomt påvirket af Spellplague efter 1385 DR, blandt andet med store oversvømmelser.

### Hordelands
Hordelands, eller Taan som dette enorme område også kaldes af folkeslagene som bor her, udfylder grænselandet mellem vest og øst. Regionen strækker sig fra Raurin ørkenen, Mulhorand og Thay i vest til Shou Lung imperiet i øst og består af mange lande, områder og stammeterritorier. Landet Semphar ved Raurin ørkenen og Gbor Nor søen er den mægtigste nation, og Tuigan er den største og mest indflydelsesrige nomadestamme. Geografisk omfatter Hordelands et varieret landskab af bjerge, skove, floder, ørkener og stepper, men det flade græsland Endless Wastes og de store stepper Horse Plains og Dry Steppes dominerer regionen. Semphar i sydvest er et rigt og frugtbart område med frodige marker, byer og en rig gammel kultur, men langt det meste af Hordelands er en vild uciviliseret ødemark med spredte nomadestammer på evig rejse med deres heste og kvæg.
Semphar, der har stærke bånd til både Mulhorand og Durpar, regeres af kaliffen Abu Bakr fra hans krystal palads i hovedstaden Dhaztanar. I regionen omkring Gbor Nor søen praktiseres Muhjari religionen, med fokus på guden Muham og levereglerne Muhjein, hvor blandt andet alkohol, spil og promiskuitet er forbudt. Semphar er kendt for sit gode håndværk, livlige handel med eksotiske varer, og sine højere læreanstalter, heriblandt magiker-skoler.

### Kara-Tur
Kara-Tur inkluderer den østligste del af Faerûn, samt nogle større ø-riger øst for kontinentet. Kara-Tur er inspireret af asiatiske kulturer. Det største og mægtigste rige er Kejserriget Shou Lung som er forbundet til det vestlige Faerûn med The Golden Way, en vigtig handelsrute gennem de vilde Hordelands.

### Zakhara
Zakhara er en stor halvø i den sydøstlige del af Faerûn kontinentet, på den anden side af The Great Sea. Her ligger flere nationer og civilisationer som kulturelt set minder om de mellemøstlige og arabiske lande med inspiration fra Tusind-og-én-nats-eventyr. I Zakhara tales sproget Midani, og Huzuz, Den Gyldne By, er den største by med mere end 800 tusind indbyggere. Zakhara er svært tilgængeligt fra landsiden i nord, på grund af den store og høje bjergkæde World Pillar Mountains, også kendt som Yak-mændenes Land.

### Maztica
Maztica er et kontinent vest for Faerûn, over oceanet Trackless Sea. Maztica er inspireret af syd- og mellemamerikanske kulturer og folklore, herunder Mayaerne og Aztekerne.

### Underdark
Under jorden i Faerûn, findes et enormt system af miner, gange, grotter, drypstenshuler og floder. Det er uvist hvor stort systemet egentligt er, måske er det forbundet under hele planeten? Dette underjordiske rige betegnes ofte blot uspecificeret som Underdark. Hulesystemerne og minerne beboes af et utal af væsner, heriblandt dværge, gnomer og drow elvere. Mange har igennem tiderne søgt tilflugt i Underdark når de blev fordrevet fra overfladen, men det kan være et meget barskt sted at leve.

## Figurer
Forgotten Realms universet er hjemsted for adskillige ikoniske figurer populariseret af flere forskellige forfattere, herunder troldmanden Elminster, der har optrådt i flere serier af romaner skabt af Greenwood selv, og Drizzt Do'Urden, den meget populære drow (mørk elver) og ranger skabt af R. A. Salvatore.

## Grupperinger
Ordner, loger, lav, sammenslutninger, pagter og andre typer af grupperinger er vigtige i Forgotten Realms. De har formet historien og selve universets skæbne på mange måder, og har stor indflydelse på det der foregår. Nogle af de vigtige og betydningsfulde grupperinger omfatter følgende:
- Cult of the Dragon.
En kult grundlagt af den sindssyge ærkemagiker Sammaster. Medlemmerne, som mestendels er troldmænd, tilbeder drager og arbejder for at Faerûn skal underlægges undead drager. Gruppen er mest aktiv i Cold Lands regionen, hvor de skaffer værdigenstande på alle mulige skruppelløse måder til de drager de tilbeder.[35]
- Emerald Enclave.
En tusinde år gammel organisation af druider der primært agerer omkring Vilhon Reach sydvest for Sea of Fallen Stars for at beskytte naturen her. Har for nylig startet flere nye cirkler op andre steder i Faerûn.
- Harpers.
En løst organiseret sammenslutning der primært agerer i Heartlands, men med medlemmer næsten overalt i det vestlige Faerûn. Organisationen, der er grundlagt af druider, skjalde og rangers, har blandt andet til formål at beskytte fredelige lande mod elementer der kan destabilisere dem, samt opretholde en passende balance mellem den vilde natur og den organiserede civilisation. Det indbefatter blandt andet at beskytte mod goblins, guderne og de grådige.[36][37]
- Heralds.
En uafhængig organisation der nedfælder historien, særligt adelsfamiliers historie og slægtsskaber. De bliver ofte brugt som rådgivere for royale og adelige og er de eneste der har officiel bemyndigelse til at registrere våbenskjolde og godkende andre vigtige hædersmærker. De fungerer ofte som dommere i royale og adelige stridigheder og stræber oprigtigt efter upartisk neutralitet.[38]
- Iron Throne.
Et hemmelighedsfuldt og ret nyt handelsselskab som allerede dominerer det meste af handlen med især jern, våben og transportudstyr fra det sydlige Moonsea til Baldur's Gate ved kysten i vest. Selskabet forsøger at holde en pæn facade, men er blevet afsløret i flere lyssky foretagender såsom afpresning, hyre røvere til overfald, salg af våben til goblins og orker, med mere. Gruppen er i konstant konflikt med Zhentarim der ønsker at kontrollere de samme handelsruter.
- Knights of the Shield.
Et hemmeligt selskab af handels- og adelsfolk med baser i Amn, Tethyr og bystaten Baldur's Gate. Selskabet har til formål at fremme egne politiske og økonomiske interesser langs hele Sværdkysten til Calimshan i syd.[33]
- Lord's Alliance.
Denne organisation, der også kendes som Council of Lords, blev grundlagt af ledere i flere af bystaterne i Heartlands regionen for at bekæmpe Zhentarim og deres voksende indflydelse i de nordlige lande.
- Mages of Halruaa.
Halruaa i syd styres af en orden af magikere. I de senere år er flyvende luftskibe fra Halruaa dukket op på besøg i havnebyerne langs Sværdkysten, hvor besætningen opkøber magiske genstande. Skibene styres af magikere og der spekuleres om de måske kan have andre planer end blot handel.
- Red Wizards of Thay.
En hemmelighedsfuld, magtfuld og frygtet orden af troldmænd som styrer landet Thay. De har tilsyneladende til formål at kontrollere og slavebinde hele Faerûn med både magi og våben.
- Rundeen.
Et handelshus som kontrollerer og lukrerer på det meste af handlen med skib og caravaner til og fra Calimshan og hele sydkysten langs Shining Sea. De går ikke af vejen for pirateri og har altid en gruppe assassinere klar til at håndtere særligt vanskelige problemer.[33]
- Shadowmasters.
En indflydelsesrig og magtfuld organisation af tyve med hovedsæde i Telflamm i landet Thesk og netværk i mange andre byer. De er religiøse og arbejder tæt sammen med Church of the Mask.[33]
- Shadow Thieves.
Det mest omfattende og indflydelsesrige netværk af kriminelle næst efter Zhentarim. Hovedkvarteret menes at ligge i Athkatla, men de har baser spredt over Amn og Tethyr og agenter langs hele Sværdkysten. Gruppen inkluderer ikke kun tyve og assassinere, men alle mulige professioner. De lægger stor vægt på "faglig integritet" såsom behændighed, diskretion og intelligens fremfor rå brutalitet.[39]
- Twisted Rune.
Et ondsindet hemmeligt selskab af lich'er og andre undead magikere med baser i Amn og Tethyr. Engang den mest magtfulde og indflydelsesrige organisation i hele det sydvestlige Faerûn, men er siden blevet svækket meget. Dog har de nyligt haft succes med at åbne magiske portaler og det har givet dem fornyet styrke. Gruppen arbejder ikke direkte for at nå sine mål, men bruger andenhåndsagenter til at påvirke beslutningstagere. På den måde infiltrerer de mange andre grupper.[39]
- Zhentarim.
En sammenslutning af ondsindede troldmænd, præster, krigere og tyve der også går under navnet Black Network. Gruppen har to hovedsæder; byen Zhentil Keep nord for Moonsea og fæstningen Darkhold i Far Hills bjergene vest for Cormyr. De har til hensigt at kontrollere og dominere alt og alle, især omkring Moonsea, med henblik på at styre handlen og skaffe slaver til Empires of the Sands i syd. Alle der står i vejen for Zhentarim opfattes som fjender der skal ryddes af vejen.

Andre grupper af mindre (eller mere lokal) betydning og indflydelse inkluderer:
- Cowled Wizards Of Amn.
En hemmelig organisation af magikere i Amn, hvor magi betragtes som farligt og magikere forfølges. Gruppen har til formål at beskytte og bevare den magiske viden i Amn og prøver at undgå at andre magikere vækker unødig opsigt og skaber bøvl og problemer i Amn.[39]
- Eldreth Veluuthra.
Et hemmeligt men tusindår gammelt elver-broderskab der har til formål at fjerne alle mennesker fra Faerûn. De opererer i små grupper i de store gamle elver skove.
- Fire Knives
En bande af assassinere med hovedsæde i byen Westgate på Dragon Coast. Gruppens kerne består af adelsfolk fra det ellers regelrette Cormyr, men de blev landsforvist da ét af deres morderiske plots blev opdaget. Fire Knives har stadig folk i alle større byer i Cormyr og også mindre celler i Dalelands, Sembia og Chessenta.[33]

Andre grupperinger af betydning er religioner, prestige classes, de forskellige racer (dværge, gnomer, halflings, mennesker, m.m.), et utal af stammer og familier, samt nationalitet.

## Udgivelseshistorie
| Forgotten Realms-udgivelser                      | |
| Grundsæt                                         | Supplementer (generelle) |
| "Forgotten Realms Campaign Set" (1987, TSR)      | "Kara-Tur: The Eastern Realms" (1988, TSR) "Cities of Mystery" (1989, TSR) "Hall of Heroes" (1989, TSR) "The Forgotten Realms Atlas" (1990, TSR) "Forgotten Realms Adventures" (1990, TSR) "The Horde Campaign Set" (1990, TSR) "Horde Campaign" (1991, TSR) "Maztica Campaign Set" (1991, TSR) "Realmspace" (1991, TSR) "Gold & Glory" (1992, TSR) "Aurora's Whole Realms Catalogue" (1992, TSR) "Al-Qadim - Arabian Adventures" (1992, TSR) "Al-Qadim - Land of Fate" (1992, TSR)                                                                                          |
| "Forgotten Realms Campaign Setting" (1993, TSR)  | "The Code of the Harpers" (1993, TSR) "Elminster's Ecologies" (1994, TSR) "Wizards and Rogues of the Realms" (1995, TSR) "The Seven Sisters" (1995, TSR) "Pages from the Mages" (1995, TSR) "Volo's Guide to All Things Magical" (1996, TSR) "Warriors and Priests of the Realms" (1996, TSR) "Faiths & Avatars" (1996, TSR) "Powers & Pantheons" (1997, TSR) "Prayers From the Faithful" (1997, TSR) "Villains' Lorebook" (1997, TSR) "Cult of the Dragon" (1998, TSR) "Demihuman Deities" (1998, TSR) "Cloak & Dagger" (2000, WotC) "Secrets of the Magister" (2000, WotC) |
| "Forgotten Realms Campaign Setting" (2001, WotC) | "Magic of Faerûn" (2001, WotC) "Faiths and Pantheons" (2002, WotC) "Player's Guide to Faerûn" (2004, WotC) "Lost Empires of Faerûn" (2005, WotC) "Champions of Ruin" (2005, WotC) "Champions of Valor" (2005, WotC) "Power of Faerûn" (2006, WotC) "The Grand History of the Realms" (2007, WotC) |
| "Forgotten Realms Campaign Guide" (2008, WotC)   | "Forgotten Realms Player's Guide" (2008, WotC) "Elminster's Forgotten Realms" (2012, WotC) "Sword Coast Adventurer's Guide" (2015, WotC) "Xanathar's Guide to Everything" (2017, WotC) |

Forgotten Realms historie er blevet fortalt og udviklet siden de første udgivelser i 1987 og der bliver fortsat tilføjet ekstra materiale. Kontinentet Faerûn er blevet ændret geografisk siden de første udgivelser, især den kataklysmiske Spellplague der ramte i året 1385 DR (officielt introduceret i 2008) har ødelagt og forandret meget.
I Forgotten Realms universet bruges der forskellige kalendre, hvor den mest brugte er Dalereckoning, forkortet DR. Denne tidsregning starter med Year of Sunrise, da en særlig sten kaldet Standing Stone blev rejst af elverne fra Cormanthyr og Dalesfolk menneskene fra Dalelands. Siden den tid har menneskene fået lov af elverne til at bosætte sig i de mere åbne områder syd for Cormanthyr.
En spilleder (også betegnet Dungeon Master eller Game Master) bestemmer helt selv hvor i Forgotten Realms historie han vil placere sine spil og kan frit vælge hvilke regeludgivelser der skal benyttes. Mange af bøgerne om Forgotten Realms universet foregår på vidt forskellige tider i historien.

### Advanced Dungeons & Dragons 1st edition
Den første udgave af Forgotten Realms fra 1987 blev udgivet til rollespillet Advanced Dungeons & Dragons (AD&D) fra 1979. Der var tidligere udgivet spil-moduler som foregik i Forgotten Realms, men det var først i 1987, at en samlet og selvstændig udgivelse om Forgotten Realms universet blev udgivet. "Forgotten Realms Campaign Set" hed det og indeholdt kort, beskrivelser og spil-materiale så en spilleder selv kunne lave sine egne eventyr i Faerûn. Året hvor alle informationerne var nedfældet var 1357 DR.
Den første bog som foregår i Forgotten Realms var "Darkwalker on Moonshae" fra 1987, herefter "The Crystal Shard" i 1988.
Efter udgivelsen af kampagne-sættet, fulgte en lang række eventyr (spil-moduler).
I 1988, blev kampagne-sættet suppleret med "Kara-Tur: The Eastern Realms", som indeholdt kort, historie og spil-materiale til Kara-Tur, et asiatisk inspireret område af Forgotten Realms, øst for Faerûn.

### Advanced Dungeons & Dragons 2nd edition
Forgotten Realms materiale til AD&D 2nd edition (AD&D 2e) blev publiceret fra 1989, herunder spil-moduler, bøger og nye beskrivelser af verdenen.
I 1991 udkom sættet "Maztica Campaign Set" med kort og beskrivelser af Maztica, et kontinent vest for Faerûn, over havet. Maztica er inspireret af syd- og mellemamerikanske indianerkulturer, herunder Mayaerne og Aztekerne. I 1992 udkom sættene "Al-Qadim - Arabian Adventures" og "Al-Qadim - Land of Fate" med kort og beskrivelser af Zakhara, en stor halvø på Faerûn kontinentet. Al-Qadim er inspireret af de mellemøstlige og arabiske Tusind-og-én-nats-eventyr. Flere udgivelser med både baggrundsbeskrivelser og spil-moduler fulgte hurtigt, heriblandt "Al-Qadim - Golden Voyages" (inspireret af fortællingerne om Sinbad Søfareren) med seks eventyr fra oktober samme år og "Al-Qadim - City of Delights" fra juni 1993 med beskrivelser af Huzuz, den største by i Zakhara.
I 1993, udkom en udvidet og opdateret version af den originale Forgotten Realms boks-udgivelse fra TSR. Sættet hed nu "Forgotten Realms Campaign Setting" og inddrog blandt andet resultaterne af Time of Troubles, en række begivenheder beskrevet i de tre første bøger i Avatar-serien fra 1989. En række gamle guder var døde og byer, kulturer og steder i Faerûn havde også ændret sig. Året var nu fremskrevet til 1367 DR. Områder helt uden magi (Dead Magic Regions) og områder med vild og ustyrlig magi (Wild Magic Regions) blev introduceret. Dette opdaterede boks-sæt blev genudgivet i 1996.

### Dungeons & Dragons 3rd edition
I år 2000, blev Dungeons & Dragon 3rd edition (D&D 3e) reglerne lanceret og året efter, i 2001, blev "Forgotten Realms Campaign Setting" udgivet endnu engang. Nu var kortet over Faerûn ændret. Den største forandring var at kontinenterne var blevet gjort mindre med hensyn til afstande, men enkelte områder, som eksempelvis Chult og Shaar, var tilmed blevet fjernet eller forandret væsentligt geografisk. Der var ikke nogen umiddelbar forklaring på ændringerne. Året var nu fremskrevet til 1372 DR og med efterfølgende spil-udgivelser nåede kalenderen år 1376 DR.

### Dungeons & Dragons 4th edition
I 2008, blev Dungeons & Dragons 4th edition (D&D 4e) lanceret og Forgotten Realms fulgte op med kompendierne "Forgotten Realms Campaign Guide" og "Forgotten Realms Player's Guide". Her blev begrebet Spellplague introduceret officielt for første gang. Spellplague opstod i 1385 DR som følge af at troldkvinden Mystra blev dræbt og den havde dramatiske konsekvenser for hvordan Forgotten Realms ser ud og fungerer. Landskaber, geografi, kulturer og byer blev ødelagt eller forandret og hertil kom også nogle nye regler, især for brugen af magi. Kalenderen i Forgotten Realms blev skruet frem til 1479 DR og med efterfølgende spil-udgivelser nåede kalenderen år 1486 DR.
Spellplague er beskrevet i en række fiktionsbøger relateret til Forgotten Realms.

### Dungeons & Dragons 5th edition
I 2012, blev det offentliggjort at Wizards of the Coast (WotC) arbejdede med en Dungeons & Dragons 5th edition (forkortet D&D 5e eller D&D Next) og de gik samme år i gang med at udvikle de nye regler gennem store offentlige spilkampagner og spiltests med flere hundrede frivillige involveret. Selvom der med tiden var kommet mange andre spil-universer til D&D spillet, såsom Dark Sun, Eberron og Points of Light især, blev det bekendtgjort at Forgotten Realms forblev officielt univers for D&D Next også. I 2014 blev de nye regler for D&D 5e udgivet. Ved samme lejlighed blev endnu en kataklysmisk begivenhed introduceret, kendt som Second Sundering, hvor selve Abeir-Toril splittes i to. I den ene del, vender Forgotten Realms tilbage til sin tidligere form, før Spellplague, og det er i denne del, at nye udgivelser foregår. Kalenderen blev nu fremskrevet til år 1489 DR.
The Sundering, inklusiv Second Sundering, er blevet beskrevet i flere fiktionsbøger om Forgotten Realms.
Der er ikke udkommet nogen samlet Forgotten Realms kampagne udgivelse til D&D 5e spillet, men flere enkeltudgivelser giver nyt officielt materiale og viden om spilverdenen. Second Sundering er beskrevet i større detalje i "Sword Coast Adventurer's Guide" fra 2015.

## Modtagelse
Forgotten Realms har siden sin lancering været det mest populære univers for Dungeons & Dragons, både hvad angår udgivelser og relaterede produkter. Det formodes blandt andet derfor også at være det mest anvendte univers til rollespilskampagner.

## Relaterede produkter
| Forgotten Realms romaner | | |
| Forfatter                | Titel (årstal) | På dansk (original titel) |
| Elaine Cunningham        | "The Magehound" (2000) "The Dream Spheres" (1999) "Evermeet: Island of Elves" (1998) "Tangled Webs" (1996) "Daughter of the Drow" (1995) "Elfsong" (1994) "Elfshadow" (1991) | Ingen oversættelser |
| Douglas Niles            | "Prophet of Moonshae" (1992) "The Coral Kingdom" (1992) "The Druid Queen" (1993) "Feathered Dragon" (1991) "Ironhelm" (1990) "Viperhand" (1989) "Darkwell" (1989) "Black Wizards" (1988) "Darkwalker on Moonshae" (1987) | Moonshae-serien: "Den nye gudinde" - ("Darkwell" II) "Ondskabens dal" - ("Darkwell" I) "Højkongen" - ("Black Wizards" II) "De sorte troldmænd" - ("Black Wizards" I) "Druidens datter" - ("Darkwalker on Moonshae" II) "Uhyret fra Månebrønden" - ("Darkwalker on Moonshae" I) |
| Ed Greenwood             | "Death Masks" (2016) "Spellstorm" (2015) "The Herald" (2014) "Swords of Eveningstar" (2006) "Elminster's Daughter" (2004) "Silverfall: Stories of the Seven Sisters" (1999) "Cormyr: A Novel" (1998) "Elminster in Myth Drannor" (1998) "Elminster: The Making of a Mage" (1995) "All Shadows Fled" (1995) "Cloak of Shadows" (1995) "Shadows of Doom" (1995) "Crown of Fire" (1994) "Spellfire" (1988)                                                           | Elminster-serien: "Magi og intriger" - ("Elminster's Daughter" II) "Tyv og troldmand" - ("Elminster's Daughter" I) "Elvernes by" - ("Elminster in Myth Drannor") "Den Trolddomskyndige Elminster" - ("Elminster: The Making of a Mage" II) "Den Lovløse Elminster" - ("Elminster: The Making of a Mage" I) Mystras tjener serien: "Usynlige fjender" - ("All Shadows Fled" II) "Til kamp mod overmagten" - ("All Shadows Fled" I) "Blandt skygger" - ("Cloak of Shadows" II) "Skyggeborgen" - ("Cloak of Shadows" I) "Troldmand i kamp" - ("Shadows of Doom" II) "Troldmand uden magi" - ("Shadows of Doom" I) "Shandril og Dragekulten" - ("Spellfire" II) "Shandril og genfærdsdragen" - ("Spellfire" I) |
| R. A. Salvatore          | "Timeless: A Drizzt Novel" (2018) "Hero" (2016) "Maestro" (2016) "Archmage" (2015) "Vengeance of the Iron Dwarf" (2015) "Rise of the King" (2014) "Night of the Hunter" (2014) "Neverwinter" (2011) "Gauntlgrym" (2010) "Promise of the Witch-King" (2005) "The Thousand Orcs" (2002) "Sea of Swords" (2001) "The Spine of the World" (1999) "Canticle" (1991) "Homeland" (1990) "The Halfling's Gem" (1990) "Streams of Silver"(1989) "The Crystal Shard" (1988) | "Mørkets rige" - ("Homeland") |
| James M. Ward            | "Pool of Twilight" (1993) "Pools of Darkness" (1992) "Pool of Radiance" (1990) | Ingen oversættelser |

Forgotten Realms universet er blevet udviklet gennem en lang række fantasyromaner siden den første bog "Darkwalker on Moonshae" af forfatteren og spildesigneren Douglas Niles, der også er kendt fra de bøger han har skrevet til Dragonlance serien. Siden den første roman, som udkom en måned før den første spiludgivelse i 1987, er der udgivet mere end hundrede Forgotten Realms romaner, senest "Timeless: A Drizzt Novel" fra september 2018 af R. A. Salvatore. Salvatore og Ed Greenwood er de forfattere der har skrevet flest fiktionsbøger til universet. Et udvalg af bøgerne er oversat til dansk.
| Forgotten Realms-videospil | |
| Årstal                     | Titel |
| 1988                       | Pool of Radiance |
| 1989                       | Hillsfar Curse of the Azure Bonds |
| 1990                       | Secret of the Silver Blades Eye of the Beholder |
| 1991                       | Eye of the Beholder II: The Legend of Darkmoon Pools of Darkness Neverwinter Nights Gateway to the Savage Frontier |
| 1992                       | Treasures of the Savage Frontier |
| 1993                       | Forgotten Realms: Unlimited Adventures Dungeon Hack Eye of the Beholder III: Assault on Myth Drannor |
| 1994                       | Menzoberranzan Al-Qadim: The Genie's Curse |
| 1996                       | Blood & Magic TorilMUD |
| 1997                       | Descent to Undermountain |
| 1998                       | Baldur's Gate |
| 1999                       | Baldur's Gate: Tales of the Sword Coast |
| 2000                       | Baldur's Gate II: Shadows of Amn Icewind Dale |
| 2001                       | Baldur's Gate II: Throne of Bhaal Baldur's Gate: Dark Alliance Icewind Dale: Heart of Winter Icewind Dale: Heart of Winter - Trials of the Luremaster Pool of Radiance: Ruins of Myth Drannor                                                            |
| 2002                       | Icewind Dale II Neverwinter Nights Dungeons & Dragons: Eye of the Beholder |
| 2003                       | Neverwinter Nights: Shadows of Undrentide Neverwinter Nights: Hordes of the Underdark |
| 2004                       | Baldur's Gate: Dark Alliance II |
| 2005                       | Forgotten Realms: Demon Stone Neverwinter Nights: Pirates of the Sword Coast Neverwinter Nights: Kingmaker |
| 2006                       | Neverwinter Nights 2 |
| 2007                       | Neverwinter Nights 2: Mask of the Betrayer |
| 2008                       | Neverwinter Nights 2: Storm of Zehir |
| 2009                       | Neverwinter Nights 2: Mysteries of Westgate |
| 2011                       | Dungeons & Dragons: Daggerdale |
| 2012                       | Baldur's Gate: Enhanced Edition |
| 2013                       | Neverwinter (free MMORPG) Baldur's Gate II: Enhanced Edition |
| 2014                       | Icewind Dale: Enhanced Edition |
| 2015                       | Sword Coast Legends |
| 2016                       | Baldur's Gate: Siege of Dragonspear |
| 2018                       | Neverwinter Nights: Enhanced Edition - Wyvern Crown of Cormyr Neverwinter Nights: Enhanced Edition - Infinite Dungeons Neverwinter Nights: Enhanced Edition - Pirates of the Sword Coast Neverwinter Nights: Enhanced Edition - Darkness Over Daggerford |

Mange Dungeons & Dragons computerspil foregår i Forgotten Realms. Det første var det storsælgende "Pool of Radiance" fra 1988. Det var samtid det første computerspil baseret på Dungeons & Dragons i det hele taget. "Baldur's Gate"-serien var også meget populær og blev genudgivet i opdateret HD version i 2012.
Der er udkommet flere brætspil relateret til Dungeons & Dragons og en del af dem knytter sig til Forgotten Realms universet. I 1988 udkom "The Great Khan Game" som foregår på nogle øer i Sea of Fallen Stars, men selve spillet har ikke meget med hverken Forgotten Realms eller D&D at gøre som sådan. I 2011, udgav Wizards of the Coast "The Legend of Drizzt Board Game" og året efter udkom "Lords of Waterdeep". Her benyttes en hel del historie og baggrund fra Forgotten Realms. Sidstnævte blev fulgt op af udvidelsen "Scoundrels of Skullport" i 2013. Andre Forgotten Realms brætspil inkluderer "Tyrants of the Underdark" (2016), "Betrayal at Baldur's Gate" (2017), "Tomb of Annihilation" (2017) og "Vault of Dragons" (2018).
| Forgotten Realms brætspil | |
| Årstal                    | Titel |
| 1988                      | The Great Khan Game |
| 2011                      | The Legend of Drizzt Board Game |
| 2012                      | Lords of Waterdeep Dungeon Command: Sting of Lolth Dungeon Command: Heart of Cormyr Dungeon Command: Curse of Undeath Dungeon Command: Tyranny of Goblins |
| 2013                      | Scoundrels of Skullport Dungeon Command: Blood of Gruumsh                                                                                                 |
| 2016                      | Tyrants of the Underdark |
| 2017                      | Assault of the Giants Betrayal at Baldur's Gate Tomb of Annihilation                                                                                      |
| 2018                      | Vault of Dragons |

Der er udgivet flere tegneserier relateret til Dungeons & Dragons, herunder også Forgotten Realms. Fra 1989 til 1991, udgav DC Comics tegneserien Forgotten Realms. Serien foregik i Forgotten Realms universet med flere af universets karakterer og guder, herunder Elminster og Labelas Enoreth. Historierne er skrevet af Jeff Grubb, som er kendt for sit arbejde med Forgotten Realms universet (sammen med Ed Greenwood) og Dragonlance.